# Реброплодник австрийский
Реброплодник австрийский (лат. Pleurospermum austriacum) — дву- или многолетнее травянистое растение, вид рода Реброплодник (Pleurospermum) семейства Зонтичные (Apiaceae).

## Распространение и экология
Ареал вида охватывает Центральную и Восточную Европу.
Произрастает в лесах и кустарниковых зарослях.

## Ботаническое описание
Стебель высотой 60—150 см выс, одиночный, прямой, внутри полый, бороздчатый, наверху ветвистый и под соцветием коротко и жестко волосистый.
Нижние листья на длинных черешках, в очертании треугольно-яйцевидные, удвоенно-тройчато- или почти трижды перисто-рассечённые; наружные доли второго порядка значительно крупнее и глубже рассечены, чем внутренние; доли третьего порядка яйцевидные или продолговатые, перисто-надрезанные, при основании низбегающие; дольки неровно зубчатые или надрезанные, коротко заострённые, зубцы широко или узко яйцевидные, слегка направленные вверх, островатые или тупые, с коротким хрящеватым остроконечием. Верхние стеблевые листья более мелкие и менее рассечённые, сидячие на коротком, чуть вздутом, по краю пленчатом и курчаво опушенном влагалище.
Конечный зонтик в поперечнике около 20 см, с 12—20 (40) коротко опушёнными лучами. Листочки обёртки многочисленные, травянистые, иногда надрезанные, подконец отогнутые вниз. Лучи зонтиков опушённые, обёрточка многолистная, листочки ланцетовидные, по краям чуть пленчатые, цельные с тремя продольными жилками. Зубцы чашечки треугольные, тупые; лепестки белые, почти округлые, длиной 2,5—3 мм, на внутренней стороне с сосочками.
Плоды длиной около 10 мм, шириной 6 мм, туповатые, с тонкими и слегка зазубренными рёбрами. Столбики нитевидные с головчатым рыльцем в полтора—два раза длиннее подстолбия, подконец отогнутые.

## Таксономия
Вид Реброплодник австрийский входит в род Реброплодник (Pleurospermum) семейства Зонтичные (Apiaceae) порядка Зонтикоцветные (Apiales).
|  |                                      |  |                                                             |                                                             |                     |  | ещё 8 семейств (согласно Системе APG II) | ещё 8 семейств (согласно Системе APG II) |                              |  |  |  | ещё 2 вида |
|  |                                      |  |                                                             |                                                             |                     |  | ещё 8 семейств (согласно Системе APG II) | ещё 8 семейств (согласно Системе APG II) |                              |  |  |  | ещё 2 вида |
|  |                                      |  |                                                             | порядок Зонтикоцветные                                      |                     |  |                                          |                                          | род Реброплодник             |  |  |  |            |
|  |                                      |  |                                                             | порядок Зонтикоцветные                                      |                     |  |                                          |                                          | род Реброплодник             |  |  |  |            |
|  | отдел Цветковые, или Покрытосеменные |  |                                                             |                                                             | семейство Зонтичные |  |                                          |                                          | вид Реброплодник австрийский |  |  |  |            |
|  | отдел Цветковые, или Покрытосеменные |  |                                                             |                                                             | семейство Зонтичные |  |                                          |                                          |                              |  |  |  |            |
|  |                                      |  | ещё 44 порядка цветковых растений (согласно Системе APG II) | ещё 44 порядка цветковых растений (согласно Системе APG II) |                     |  |                                          | ещё более 300 родов                      | ещё более 300 родов          |  |  |  |            |
|  |                                      |  |                                                             | ещё 44 порядка цветковых растений (согласно Системе APG II) |                     |  |                                          |                                          | ещё более 300 родов          |  |  |  |            |